# SubViewer
SubViewer est un logiciel libre de lecture vidéo et de sous-titrage synchronisé créé en 1999 par David Dolinski.
D'autres logiciels existaient avant SubViewer sur PC, dont SubStation Alpha (.ssa), plus abouti, ou encore les sous-titres pour le logiciel Windows Media Player de Microsoft appelé SAMI (.smi ou .sami) pour malentendant, mais trop compliqué à produire des sous-titres personnels pour un film ou une vidéo, ces solutions, bien que performantes, n'ont pas lancé la mode d'utilisation de sous-titre.
En 1998, les lecteurs DVD apparaissaient à peine dans les vitrines des magasins et pouvaient, maintenant, contenir plusieurs pistes audio, mais aussi plusieurs sous-titres dans différents langages. Par contre, sur Internet, cette solution était très peu exploitée et n'était ciblée que pour des vidéos spécialisées comme les anime mangas japonais trouvés sur Internet.

## Historique
David Dolinski (alias Dado) créa en 1999 la première version de son logiciel appelé SubViewer. Il créa la structure du fichier, mais aussi l'idée que si un fichier du même nom que la vidéo (à part l'extension du fichier) existe, le logiciel chargera automatiquement la vidéo et le sous-titre. Il n'y avait donc pas lieu de modifier la vidéo en tant que tel et d'intégrer un sous-titre avec un logiciel de montage.
```
Bugs_Life.mkv (vidéo)
```

```
Bugs_Life.sub (fichier sous-titre juste â côté du fichier vidéo)
```

Cette idée simple d'association de deux fichiers donna un coup de boost dans la création et la publication de sous-titres pour beaucoup de films et de séries dans toutes les langues. Aujourd'hui encore, cette idée d'association de fichiers sous-titres est toujours massivement utilisée (voir par exemple un site comme http://www.opensubtitles.org).
Un fichier sous-titre se crée tout simplement avec un éditeur de fichier texte : pour faire apparaître une phrase, il fallait écrire 2 lignes (voir plus bas).
SubViewer a été créé en 1999 dans une première version, et en 2000 dans une seconde version. Il existe donc aujourd'hui des fichiers sous-titres 1.0 et 2.0 mais aujourd'hui la version 2.0 est la plus utilisée.
Les fabricants de lecteurs DVD/Divx ont commencé à intégrer dans leurs lecteurs la compatibilité avec les sous-titres .sub (SubViewer). Aujourd'hui, il est rare de ne pas découvrir sur la boîte d'un lecteur DivX ou multimédia la compatibilité avec ces sous-titres.

## Format du fichier
Le fichier sous-titre est un simple fichier texte et a une extension .sub.
```
00:04:35.03,00:04:38.82
Si j'ai investi 200 millions ici,[br]c'est surtout pour vous.

00:05:00.19,00:05:03.47
M. Franklin,[br]connaissez-vous des « Alzheimer » ?

```

La première ligne contient le temps de démarrage et le temps d'arrêt, séparés d'une virgule. Dans cet exemple, la phrase apparaîtra à 4 minutes 35 secondes et 3 centièmes, et disparaîtra à 4 minutes 38 secondes et 82 centièmes.

La seconde ligne contient le texte du sous-titre. Si une phrase est trop longue, on peut la couper avec un tag [br] qui permet d'insérer un retour à la ligne. Une ligne vide permet de séparer un sous-titre du suivant.

## Formats supportés
- Vidéo de tout type tant que le codec utilisé par la vidéo est supporté.
- Sous-titre de formats .sub (1.0 et 2.0), .srt, .smi, .ssa, MicroDVD et bien d'autres
- Lecture audio avec sous-titres supportés.